# Iancu Văcărescu

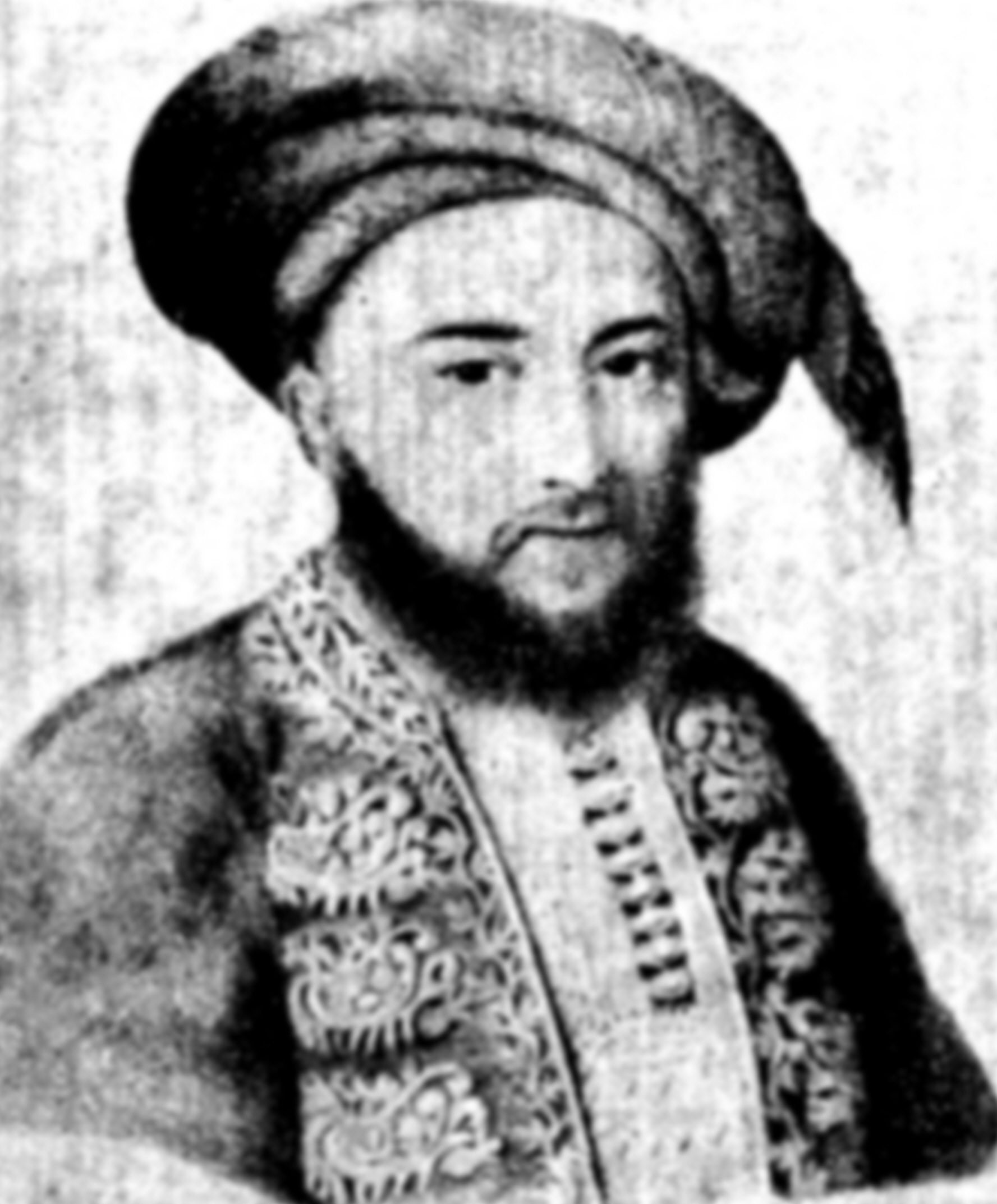
Iancu Văcărescu(retrato de Henri de Mondonville) de 1828.

Iancu Văcărescu (1792 - 1863) fue un poeta boyardo válaco rumano, miembro de la Familia Văcărescu.

## Biografía
Era hijo del poeta Alecu Văcărescu, descendiente de una larga línea de hombres de letras válacos. Su tío paterno, Ienăchiţă Văcărescu, fue autor de la primera gramática de Rumania; Iancu fue el tío de la escritora Elena Văcărescu. Recibió una educación de calidad no solo en griego (la lengua de enseñanza en Valaquia en su época), sino también en alemán y francés, y fue muy versado en la literatura occidental.
Fue un patriota durante la época fanariota helenizante, del lado del movimiento nacional en 1821 (alrededor de la oposición válaca liderada por Tudor Vladimirescu), y ayudó a establecer el teatro rumano traduciendo un gran número de piezas teatrales y otros libros del alemán y el francés al rumano, en particular la Britannicus de Jean Racine, que fue la primera pieza teatral que se representó en rumano en Bucarest y fue un ejemplo literario de no poca importancia en el momento. Văcărescu inauguró la poesía rumana moderna, aunque no fue con inspiración original, sino solo como traductor o aclimatando géneros literarios occidentales, previamente al descubrimiento de las crónicas que impulsaron el Romanticismo rumano. En los debates en la Asamblea Nacional, durante la redacción de una ley orgánica acerca de los Principados del Danubio, Văcărescu habló en contra de la supervisión de la Rusia Imperial, y fue puesto bajo arresto antes de ser exiliado los años siguientes.
Văcărescu fue también uno de los fundadores del sistema escolar rumano moderno. Escribió poemas filosóficos y baladas que encontraron su inspiración en el folclore. El primer volumen de versos que publicó fue en 1830.
Antes de la Revolución Válaca de 1848, presidió la Sociedad Literaria (Societatea Literară), que sirvió como un frente de la asociación secreta de tipo radical llamada Frăţia.

## Libros publicados
- Poezii alese (1830)
- Colecţie din poeziile domnului marelui logofăt Iancu Văcărescu (1848)